# Tractat de La Jaunaye
El Tractat de La Jaunaye és un acord de pau signat el 17 de febrer de 1795 a la casa pairal de La Jaunaye, a Saint-Sébastien, prop de Nantes, durant la Guerra de la Vendée.
El text està signat només pels representants de la Convenció. L'acord va ser acceptat pel general Charette, cap de l'exèrcit de Bas-Poitou i Pays de Retz, i el general Sapinaud, cap de l'exèrcit del Centre. D'altra banda, va ser rebutjat pel general Stofflet, líder de l'exèrcit d'Anjou.
L'acord va ser trencat per Charette el 24 de juny de 1795, arran de l'expedició de Quiberon.

## Context
El maig de 1794, Turreau, comandant de l'Exèrcit d'Occident, va ser revocat i es va acabar la pràctica de les columnes infernals; després de la caiguda de Robespierre, Hoche fou nomenat al capdavant de l'exèrcit de les Côtes de Brest (agost de 1794) i Canclaux al capdavant de l'exèrcit d'Occident (octubre de 1794); aquests dos generals són partidaris d'una política de pacificació. Les forces de la Vendée estan dirigides per François Athanase Charette de La Contrie, general de l'exèrcit de Bas-Poitou i Pays de Retz; Jean-Nicolas Stofflet, general de l'exèrcit d'Anjou i Charles Sapinaud de La Rairie, general de l'exèrcit del Centre.

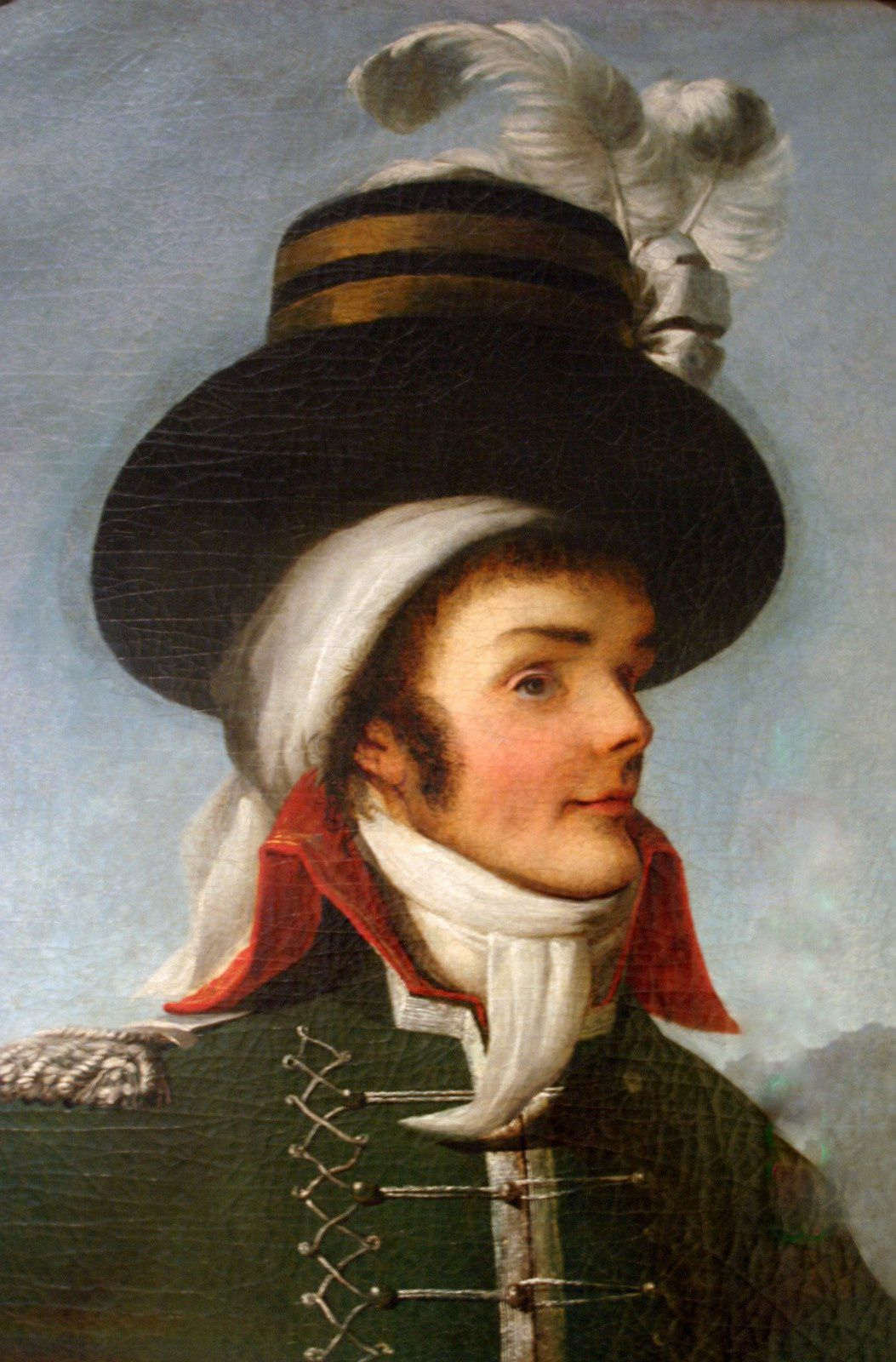
Retrat de François Athanase Charette de La Contrie, oli anònim sobre tela, vers 1795, ajuntament de Saint-Lumine-de-Coutais.

Per la seva banda, la Convenció Termidoriana va decidir adoptar una política de clemència. L'1 de desembre de 1794, diversos diputats de Maine-et-Loire, Deux-Sèvres i Vendée van presentar una presentació en què denunciaven les massacres de poblacions civils i recomanaven una amnistia prèvia per als insurgents i els seus dirigents. Aquestes recomanacions van ser seguides pel Comitè de Seguretat Pública i el 2 de desembre, la Convenció Nacional va adoptar un decret que prometia l'amnistia per als insurgents de Vendée i Chouan que havien deposat les armes en un mes. Els representants en missió Menuau, Delaunay, Lofficial, Morisson, Gaudin, Chaillon, Auger, Dornier, Guyardin, Ruelle, Bézard, Guezno i Guermeur són els encarregats de formar una comissió permanent per fer complir aquestes noves mesures. Tanmateix, les discussions no van tenir lloc sense violents altercats: així Auger, Bézard i Guyardin van quedar marginats després d'oposar-se a l'amnistia. En les sis primeres setmanes de 1795, els últims presoners de Vendée foren alliberats.
El 23 de desembre de 1794, dos o tres emissaris dels representants en missió, Bureau de La Batardière, Bertrand-Geslin, i potser François-Pierre Blin, es reuniren amb Charette a Belleville. Charette i Sapinaud es van mostrar oberts a les propostes de pau i al seu torn van enviar dos emissaris, de Bruc i Béjarry, que es van reunir amb els representants en missió a Nantes entre el 28 de desembre i el 30. L'11 de gener de 1795 es va arribar a un acord per iniciar converses oficials. D'altra banda, Stofflet va signar i distribuir el 28 de gener un manifest escrit per l'abat Bernier condemnant el procés de pacificació.

## Les negociacions i el tractat
El 12 de febrer, Charette, Sapinaud i diversos dels seus oficials es van reunir amb els representants en missió a la casa pairal de La Jaunaye, a Saint-Sébastien, prop de Nantes. També hi són presents Poirier de Beauvais, delegat per Stofflet, i Cormatin, major-general de Puisaye, líder dels chouans de Bretanya. Després de diversos dies de discussions, el febrer de 1759 es va concloure un acord de pau. A canvi del reconeixement de la República i de la rendició de la seva artilleria, els insurgents van obtenir l'amnistia, la llibertat de culte, l'exempció d'impostos i la conscripció per un període de deu anys, el reconeixement de les seves propietats, l'organització d'un cos de 2.000 Vendéans territorials. guàrdies, el reemborsament de bons emesos durant la rebel·lió i divuit milions d'indemnització per la reconstrucció de Vendée. La qüestió de l'alliberament del rei Lluís XVII continua sense resoldre. Charette, Sapinaud i Cormatin van acceptar el tractat, però no van ser seguits per alguns dels seus oficials hostils a la pau. Charette s'afanya llavors a tornar a Belleville per posar ordre a les seves tropes.

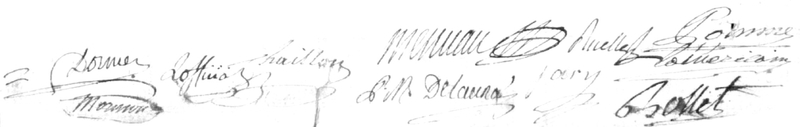
Signatures dels representants de la Convenció Nacional.

Bàndol republicà El tractat ha signat pels representants Ruelle, Delaunay, Pomme, Bruë, Lofficial, Chaillon, Bollet, Jary, Menuau, Dornier i Morrisson.
El tractat només va ser signat per representants republicans i no va ser ratificat pels dirigents de Vendée. Aquest últim es va limitar a publicar una proclama demanant la fi dels combats i el reconeixement de la República.
Aquesta proclamació està signada per Charette, Fleuriot, Couëtus, Cormatin, de Bruc, Guérin gran, Caillaud, de Foignard, Goguet, Lepinay, Sauvaget, Baudry, Guérin jove, Solilhac, Béjarry, de Bruc jove, Prudhomme, Rejeau, de la Roberie, Rousseau, Bossard el petit i fill gran d'Auvinet.
Stofflet, al seu torn, va arribar a La Jaunaye el febrer de 1811. Els representants li van oferir les mateixes condicions de pau que a Charette i Sapinaud, però ell es va negar categòricament a reconèixer la República. El 22 de febrer va trencar les negociacions i va tornar a Anjou. Tanmateix, el seu exèrcit també va ser objecte de dissensions i diversos dels seus oficials van signar la pau el 26 de febrer, prometent-se mai més a prendre les armes contra la República. El mateix dia Charette i Sapinaud van fer una entrada solemne a Nantes i van participar en una desfilada reconciliadora al costat de generals i representants republicans. El 14 de març, la Convenció Nacional va ratificar els acords de La Jaunaye.

## El lloc del tractat

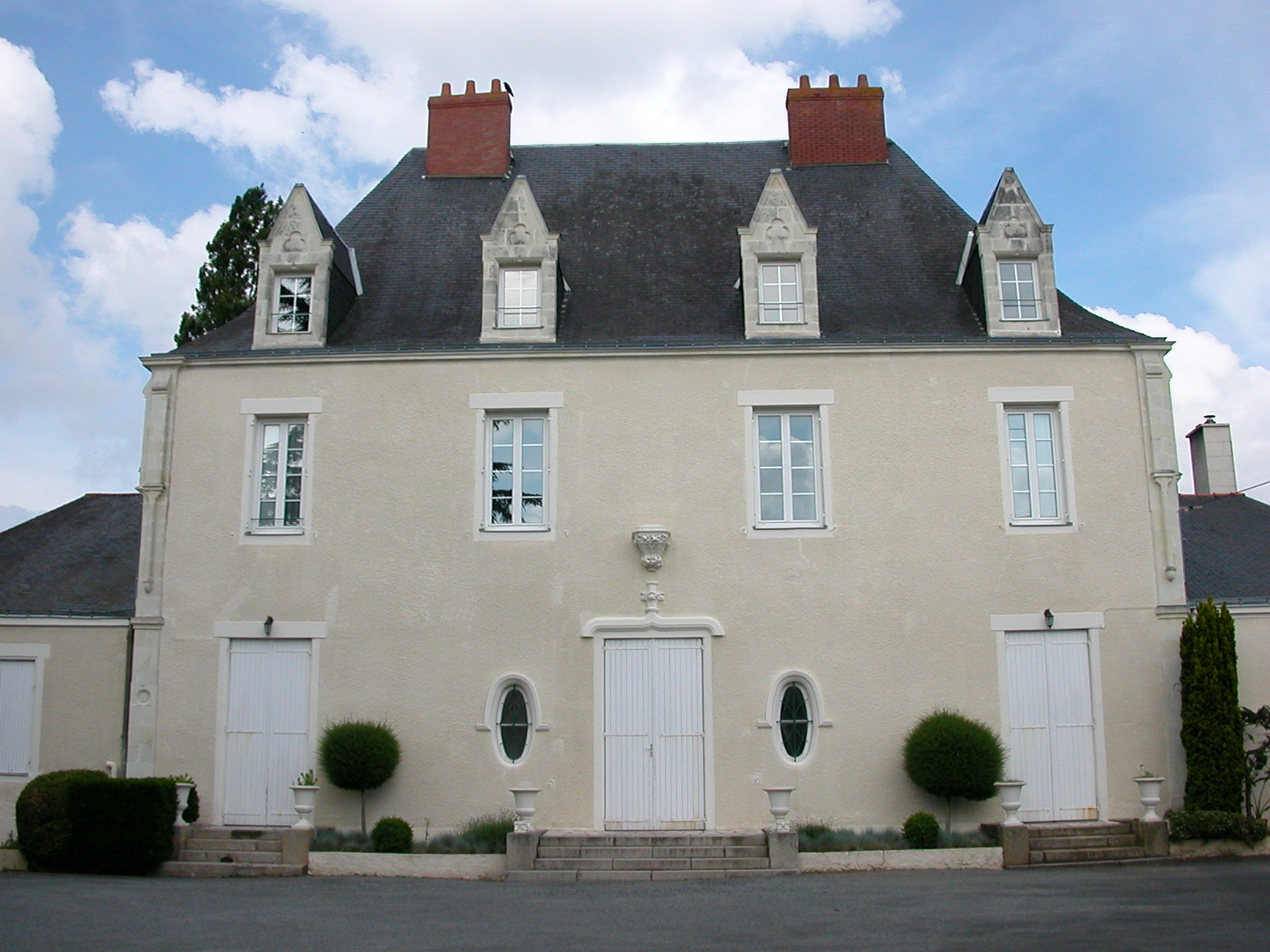
Vista l'any 2008 de la casa pairal de la Grande Jaunaie.

Les fonts indiquen: casal de Jaunaye (o Jaunaie) o Grande Jaunaie o Petite Jaunaie.
Hi havia, de fet, a Saint-Sébastien, i encara existeixen, dues cases pairals molt properes entre si : una d'antiga construcció, la Petite Jaunaie (avui: residència privada, Allée François Athanase de Charette de la Contrie) ; una de més recent, la Grande Jaunaie, construïda al segle XVIII per Claude de Monti de Nantes, després d'adquirir la immensa finca Jaunaie (avui: Foyer Départemental de l'Enfance, rue de la Jaunaie).

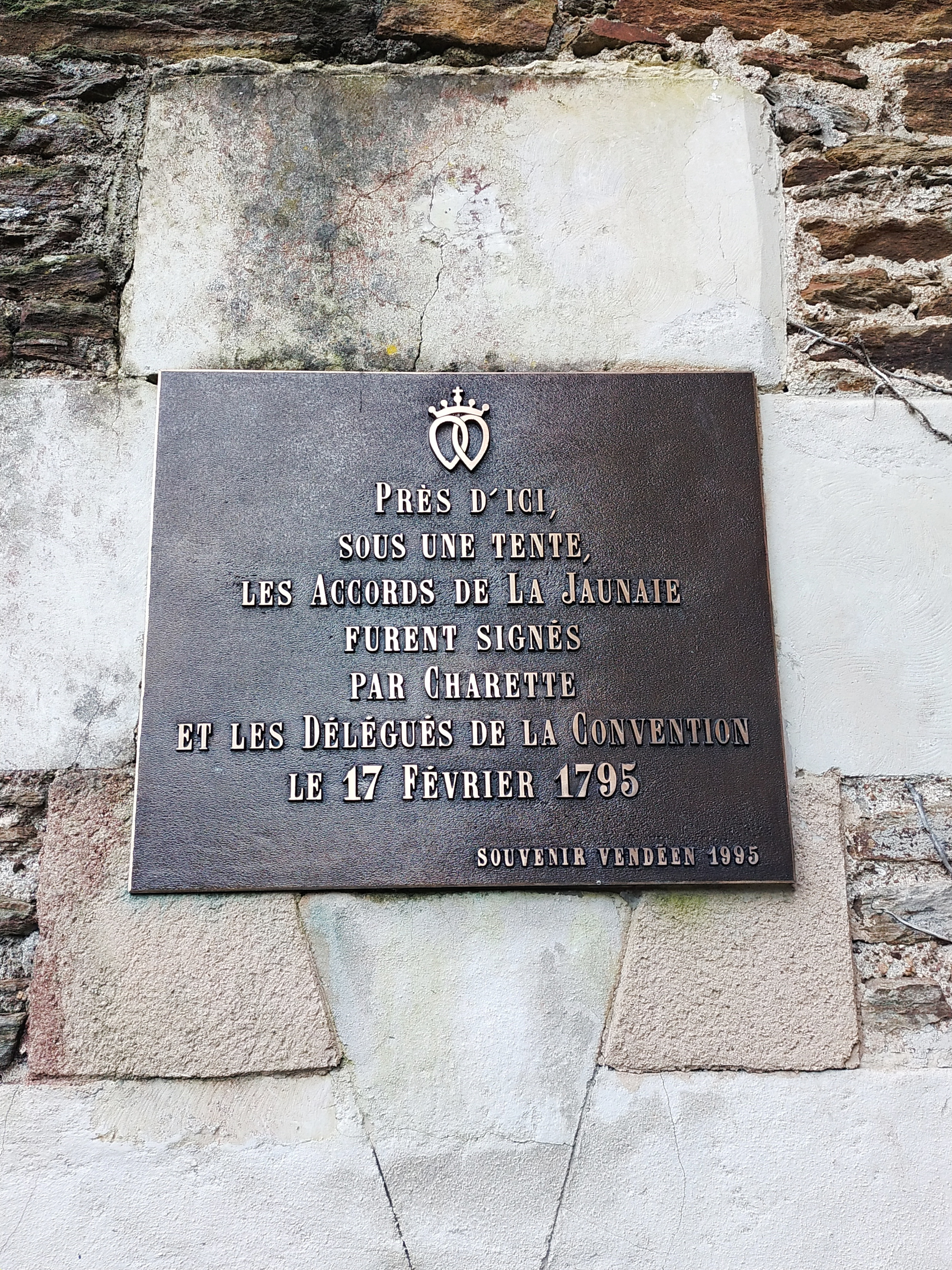
Placa commemorativa (del 1995) dels 200 anys del Tractat de Jaunaye. Petita Senyora.

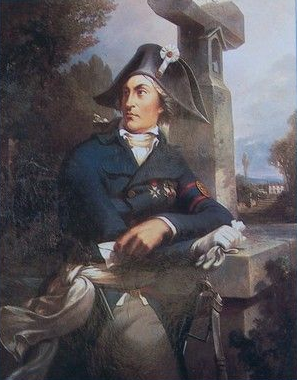
Jean-Nicolas Stofflet, oli sobre tela de Thomas Drake, segle XIX.

Sembla que la conferència preparatòria del tractat va tenir lloc al casal de la Grande Jaunaie i que la signatura, sota una tenda col·locada al parc, va tenir lloc no lluny de l'altre casal, fet que explica aquesta imprecisió.

## Divisió del camp reialista
El tractat provoca la divisió del camp reialista. El 4 de març, Stofflet i el pare Bernier van publicar un discurs contra els «antics dirigents de Vendée convertits en republicans». L'endemà, Stofflet va fer arrestar Prudhomme, el líder de la divisió Loroux, que va ser condemnat a mort i executat amb un sabre per haver signat el tractat. El 6 de març, els angevins van saquejar el quarter general de Sapinaud a Beaurepaire, agafant-se els seus dos canons, 60 cavalls i el cofre militar. El mateix Sapinaud va ser gairebé capturat i va haver de fugir a cavall. Stofflet preveu llavors entrar en vigor al territori de l'Exèrcit del Centre i de l'Exèrcit de Bas-Poitou per substituir Sapinaud per Delaunay i Charette per Savin.
- Articles detallats; Batalla de Chalonnes i Batalla de Saint-Florent-le-Vieil (1795)

Després, Canclaux va passar a l'ofensiva contra Stofflet amb 28.000 homes. Enfront, l'exèrcit d'Anjou només pot reunir 3.000 combatents. Va atacar una columna republicana a Chalonnes-sur-Loire el 18 de març, després una altra a Saint-Florent-le-Vieil el 22, però cada cop sense èxit. Stofflet es va retirar llavors a Maulévrier amb les columnes de Canclaux als talons. Els dies posteriors a Cholet, Cerizay, Bressuire, Châtillon, Maulévrier i Chemillé tornaren a mans republicanes. El 26 de març, Stofflet va signar un alto el foc a Cerizay. El 6 d'abril es va reunir amb Canclaux i nou representants en missió prop de Mortagne-sur-Sèvre. Stofflet va procrastinar unes quantes setmanes i va esperar els resultats de les negociacions de Mabilais amb els chouans. Finalment, va signar la pau a Saint-Florent-le-Vieil el 2 de maig, amb les mateixes condicions que a La Jaunaye.
El 20 de maig, Charette, Stofflet i Sapinaud es van reunir a la seu de l'Exèrcit Central per marcar la seva reconciliació.

## Trencament del tractat
La pacificació resulta ser només efímera. Entre febrer i juny de 1795, assassinats i incidents diversos van agredir les relacions entre reialistes i republicans. Malgrat una nova reunió de conciliació a La Jaunaye el 8 de juny, la desconfiança es va imposar i ambdós camps es van preparar per a la represa de la lluita. Convençuts que els generals de la Vendée només intentaven guanyar temps, els representants de la missió preveien llançar una àmplia operació per fer-los arrestar, però van haver de renunciar per manca de tropes.
Al maig, Charette va rebre a Belleville el marquès de Rivière, ajudant de camp del comte d'Artois, germà de Lluís XVI, que li va informar de la imminència d'un desembarcament reialista a Bretanya amb l'ajuda d'Anglaterra i que li demana que crear un desviament per facilitar aquesta operació. A principis de juny, Charette va ser contactat aquesta vegada pel comte de Provença, futur Lluís XVIII, que li va comunicar la seva voluntat de venir a unir-se a ell. El general de la Vendée va respondre amb entusiasme el 10 de juny. El 8 de juny moria a París Lluís XVII.
Article detallat: Expedició de Quiberon
El 25 de juny una flota britànica va arribar a la vista de la península de Quiberon, a la Bretanya, i dos dies després va desembarcar a Carnac un exèrcit d'emigrants que van ser rebuts per diversos milers de chouans.
El 24 de juny, Charette havia reunit les seves divisions a Belleville i va anunciar a les seves tropes la ruptura del Tractat de La Jaunaye i la represa de la guerra. Aquesta decisió sobtada, presa per Charette sense haver consultat ni els seus oficials ni els generals dels altres exèrcits de la Vendée, va ser rebuda sense entusiasme pels seus homes.

A les seves memòries, el cap de la Vendée Pierre-Suzanne Lucas de La Championnière descriu la desmotivació dels lluitadors:
| « | "Durant l'entrevista amb els Jaunais, amb l'excepció d'uns quants homes que mai no havien portat armes, tots estàvem a favor de la guerra. L'orgull que ens havien inspirat diverses victòries successives, l'odi cap a la República, a la qual ens incitàvem mútuament durant tant de temps, la vergonya de cedir als nostres enemics sense venjar la mort dels nostres pares i els desastres del nostre país. presentar sempre els nostres ulls, la poca fe que podríem donar a les promeses de persones que havien actuat envers nosaltres com a bàrbars, però sobretot l'horror que ens inspiraven els patriotes que consideràvem com els autors de tots els nostres mals: tantes raons. Juntament amb els discursos de De Launay havien aixecat el cap fins al punt que només volíem que les conferències s'interrompessin de cop i des del primer dia ens hauríem mesurat de bon grat amb l'escorta de representants. A més, com que en sortir de la tenda els nostres generals semblaven descontents amb els republicans, els nostres genets van començar a cridar: "Visca el Rei!" i van mostrar la seva satisfacció pel poc èxit de l'entrevista. En el moment de la nostra retirada a Belleville, les ments estaven molt canviades; sota la influència dels plaers que havíem redescobert a la ciutat, dels gaudiments dels quals havíem estat privats durant tant de temps, de tota la dolçor de la pau, dels nostres vincles amb diversos republicans que ens van fer perdre l'opinió que tots eren bèsties ferotges, finalment els discursos dels nostres antics amics, que havien patit encara més que nosaltres i, tanmateix, ens convidaven a deposar les armes, els nostres cors s'havien suavitzat. La nostra misèria passada ja no ens semblava suportable, vam començar a veure que els nostres dèbils mitjans s'esgotarien aviat pels esforços de la República, ja que era cert que havia vençut a totes les nacions aliades, cosa que mai no havíem volgut creure. | » |

*Articles detallats: Batalla d'Essarts i Batalla de Beaulieu-sous-la-Roche (1795) (1795).
Sense cap declaració de guerra, Charette va atacar i va prendre per sorpresa el camp d'Essarts el 25 de juny. Dos dies més tard, les seves tropes van emboscar un comboi prop de Beaulieu-sous-la-Roche. Els Vendéens van tornar llavors a Belleville amb diversos centenars de presoners. El 26 de juny, Charette va publicar un manifest que anunciava la represa de les hostilitats i en el qual afirmava que els «articles secrets» del Tractat de La Jaunaye preveien l'alliberament de Lluís XVII i el restabliment de la monarquia.
L'exèrcit d'Anjou de Stofflet i l'exèrcit de centre de Sapinaud no van trencar el tractat. El juliol van enviar a París dos emissaris, Béjarry i Scépeaux, que van ser rebuts per la Convenció Nacional, però la represa de les armes des de Charette va fer que les negociacions fracassassin. Lluís XVIII va reconèixer la preeminència de Charette nomenant-lo al capdavant de l'Exèrcit Catòlic i Reial amb el rang de Tinent General. Stofflet és nomenat mariscal de camp.

## Commemoració del tractat
La Pau de Jaunaye es va signar el 17 de febrer de 1795 a Saint-Sébastien-sur-Loire, que llavors s'anomenava Saint-Sébastien. Aquest tractat entre republicans i insurgents de la Vendéen havia de posar fi a una guerra fratricida que durava des del març de 1793.
Per celebrar el 220 aniversari de la Pau de Jaunaye, Joël Guerriau, alcalde de Saint-Sébastien-sur-Loire, va demanar a Diana Taubin Svololinsky, pintora d'origen argentí resident a Barcelona, un mural que recordés aquest moment poc conegut de la història local i la història de França. Només hi ha una imatge d'aquest tractat, un gravat imprès sota l'Imperi. Aquest gravat situa l'escena al parc Jaunaye, però el dissenyador no coneixia la topografia del lloc perquè representa muntanyes al fons. A més, els arbres tenen molt de fullatge tot i que és febrer i tots els protagonistes van amb indumentària republicana. Per tant, calia corregir aquests errors. Gràcies a l'associació “Les Amis de Saint-Sébastien” i al treball de Jean Pageot i Jean Bruneau "La Vendée Militaire", els republicans i els vendéans han trobat els seus vestits d'època.
El mural de Diana Taubin és un plafó de 5 m per 3,70 m. A la dreta sota la carpa hi ha els republicans. Prop de la taula, el representant de Ruelle en missió està acompanyat per diversos generals. Darrere de la tenda una tropa de soldats republicans presenta les seves armes.
A l'esquerra de la taula, el cap de la Vendée Charette signa el tractat i darrere seu hi ha Sapinaud, un altre cap de la Vendée. A prop seu, podem veure un abanderat, un tambor major de la Vendée. Al fons, els cavalls estan subjectats per la brida i una tropa de Vendéans, un dels quals sosté la bandera de Charette, paral·lelament al grup dels republicans. Tots els residents de la Vendée s'identifiquen per un cor de la Vendée de tela penjat al pit esquerre.
La feina de Diana va ser llarga i difícil. Vivint a Barcelona, va dibuixar diversos esbossos del quadre gràcies als intercanvis per internet amb “els Amics de Sant Sebastià”. A principis de gener de 2015 es va adoptar un projecte definitiu en consulta amb Joël Guerriau. Diana Taubin va començar a dibuixar i pintar el 15 de gener de 2015 sobre un panell sintètic elaborat pels tallers municipals. Va començar pintant al fons el cel i els arbres del bosc que hi havia en aquell moment, després la tenda on es va signar el tractat. La gran dificultat d'aquest quadre va ser la creació dels diferents personatges en les seves actituds i sobretot en el seu vestuari. Els detalls d'aquests vestits i els colors estan inspirats en el llibre de Jean Pageot i Jean Bruneau. Un cop acabada la pintura, Diana Taubin posa tres capes de vernís acrílic a tot el panell, que el protegeix del mal temps durant molts anys.